# Manuel Cruz (pintor)
Pintor venezolano nacido en El Valle, Caracas el 11 de mayo de 1827 y fallece en la misma ciudad el 18 de julio de 1886.  Se dedica al género histórico y costumbrista hacia finales del siglo XIX.

## Biografía
Hijo de Julián Cruz y María del Rosario Pérez. Fue discípulo de Antonio José Carranza en la Academia de Dibujo y Pintura. En las exposiciones anuales del fin de curso sus obras se destacaron en varias oportunidades, siendo reseñadas por la prensa en 1851, 1856 y 1858.   Según el historiador Alfredo Boulton en Historia de la pintura en Venezuela entre 1863 y 1865 estudió en la Academia de San Fernando en Madrid bajo la guía de Federico Madrazo y Kunz, destacándose por sus buenas notas.” También realiza estudios en Roma. 
Participó en la Primera exposición de bellas artes venezolanas el 28 de julio de 1872 en el Café del Ávila, con su obra La Fontana. Asimismo, fue miembro del Instituto de Bellas Artes fundado por Antonio Guzmán Blanco. Cruz pasa algunos años en Europa y cuando regresa a Venezuela no se puede dedicar del todo a su trabajo artístico por la estrechez del medio; Manuel Cruz Pérez se ocupa en cultivar la tierra y del arte en sus momentos libres.
Entre sus obras más destacadas tenemos: Paso del Apure por Páez en la guerra de Independencia, la cual fue expuesta en el Segundo Certamen Nacional en 1878 (La Opinión Nacional, 21 de octubre de 1878), allí mereció la más alta distinción junto con Néstor Hernández. Participó en la Exposición nacional de Venezuela organizada con motivo del centenario del nacimiento de Libertador Simón Bolívar en 1883, con su obra La Muerte de Guaicaipuro, y fue nuevamente premiado con medalla de plata. Su obra Alegoría de las cinco naciones independizadas por Bolívar se conserva en La Casa Histórica de los Puertos de Altagracia, Estado Zulia.